# Scopoides ochraceus
Espèce
Synonymes
- Echemus ochraceus F. O. Pickard-Cambridge, 1899

Scopoides ochraceus est une espèce d'araignées aranéomorphes de la famille des Gnaphosidae.

## Distribution
Cette espèce est endémique du Mexique. Elle se rencontre au Guerrero, au Morelos et au Puebla.

## Description
Les mâles mesurent de 4,99 à 7,31 mm et les femelles de 6,85 à 9,47 mm. 

## Publication originale
- F. O. Pickard-Cambridge, 1899 : Arachnida - Araneida and Opiliones. Biologia Centrali-Americana, Zoology. London, vol. 2, p. 41-88 (texte intégral).